# Custóias (Matosinhos)
Custóias ist eine Kleinstadt (Vila) und ehemalige Gemeinde im Norden Portugals. 1964 starben 104 Menschen beim Eisenbahnunfall von Custóias.

## Geschichte
Antas und andere Funde belegen eine vorgeschichtliche Besiedlung. Hier bestanden befestigte Dörfer der Castrokultur, bis das Gebiet im 1. Jahrhundert v. Chr. Teil des Römischen Reiches wurde. Nach dem Einfall der Sueben im 5. Jahrhundert n. Chr. wurde das Gebiet Teil des Westgotenreichs. Aus der Zeit bis zur arabischen Eroberung ab 717 und der folgenden Reconquista ist wenig bekannt über das Gebiet. Erstmals wird Custóias in Dokumenten des 10. Jahrhunderts erwähnt, als Costoyas oder auch Custodias. Ein hier um 1045 gegründetes Kloster wurde zwischen 1122 und 1128 von Theresia von León dem Hospitaliterorden übergeben. In den königlichen Erhebungen 1258 wurde Santiago de Custóias als eigenständige Gemeinde im Kreis (Couto) von Leça da Ordem do Hospital geführt.
Vermutlich verbrachte vor dem Miguelistenkrieg das 7.500 Mann starke liberale Heer des Königs D. Pedro nach dessen Landung 1832 in Pampelido bei Porto hier seine erste Nacht. Es wurde hier von absolutistischen Truppen umstellt, und einige Gefechte trugen sich in der Gegend zu. Nach dem Sieg der Liberalen folgten einige Verwaltungsreformen, bei denen Custóias 1836 dem Kreis Bouças, dem heutigen Matosinhos, angegliedert wurde. Die Veränderungen der traditionell landwirtschaftlichen Gemeinde Custóias nahmen danach zu, insbesondere nach der Ankunft der Eisenbahn 1875. Die industrielle Entwicklung nahm in Custóias wie in der gesamten Region seither deutlichen Aufschwung. Heute gehört Custóias zur Metropolregion Porto gezählt.
Der Ort wurde am 1. Juli 2003 zur Vila (dt.: Kleinstadt) erhoben.
Im Zuge der administrativen Neuordnung in Portugal wurde die Gemeinde Custóias 2013 mit den Gemeinden Leça do Balio und Guifões zur neuen Gemeinde União das Freguesias de Custóias, Leça do Balio e Guifões zusammengeschlossen.

## Verwaltung
Die vormals eigenständige Gemeinde Custóias gehört seit der Gebietsreform in Portugal am 29. September 2013 zur neugeschaffenen Gemeinde União das Freguesias de Custóias, Leça do Balio e Guifões im Kreis (Concelho) von Matosinhos, Distrikt Porto. Die ehemalige Gemeinde besitzt eine Fläche von 6 km² und hat 18.702 Einwohner (Stand 30. Juni 2011).
Folgende Ortschaften liegen im Gebiet der ehemaligen Gemeinde Custóias:
| - Avilhó - Bouções - Caite - Carvalhas - Cete - Córgo - Cruz - Custóias | - Detrás das Torres - Esposade de Cima - Esposade do Fundo - Estrada - Fonte do Cuco - Fonte - Fonte Velha - Fornilho | - Golfeiro - Gondivinho - Igreja - Unhar - Maciel - Matalto - Minhoteira - Monte Crasto | - Padrão da Légua - Pedras - Pias - Pinguela - Redolho - Santiago - São Gens - Souto |

## Söhne und Töchter der Stadt
- António Soares Carneiro (1928–2014), General und konservativer Politiker